# Jérémy Aicardi
Pour les articles homonymes, voir Aicardi.
Pas d'image ? Cliquez ici

a Compétitions nationales et continentales officielles uniquement.

b Matchs officiels uniquement.
Jérémy Aicardi est un joueur international français de rugby à sept qui évolue au poste de centre. Après être passé par la Pro D2 et la Fédérale 1, il s'engage en 2014 avec l'équipe de France de rugby à sept sous contrat fédéral avec la Fédération française de rugby.

## Carrière

### Débuts en Fédérale 1 et en Pro D2
Jérémy Aicardi intègre le centre de formation du CS Bourgoin-Jallieu. Il ne s'impose pas dans le club et fait ses débuts en senior en Fédérale 1 au club de l'US Montmélian lors de la saison 2008-2009. L'US Montmélian termine à la 6e place de la poule 3, mais réussit à se maintenir lors des play-down et Jérémy Aicardi dispute un total de 21 matches en inscrivant 7 essais. Ces performances lui permettent de découvrir la Pro D2 la saison suivante sous les couleurs de l'US Oyonnax. Il restera quatre années à Oyonnax, jusqu'en 2013, année du retour dans l'élite du club. Lors de la saison 2011-2012, il joue 12 matches et inscrit 4 essais, mais la saison suivante, année de la remontée, il joue peu avec 3 matches sur l'ensemble de la saison.
Il quitte donc le club pour retourner en Fédérale 1, à Saint-Nazaire, avec le Sporting nazairien rugby. Il y joue une saison, y joue 15 matches en inscrivant 6 essais. Cette saison, il fait également ses débuts avec l'équipe de France de rugby à sept à l'occasion du Tournoi d'Australie 2013 pendant lequel il joue 6 matches (2 titularisations et 3 essais). Il est ainsi élu meilleur français du week-end. Il est de nouveau appelé pour la tournée européenne et le tournoi d'Édimbourg où il inscrit 4 essais et le même nombre de transformations (28 points). Il se blesse malheureusement et ne peut disputer le tournoi de Londres le week-end suivant.

### Carrière de rugby à sept
Alors qu'il avait signé un pré-contrat avec l'USO Nevers, il s'engage finalement avec la fédération française de rugby sous contrat fédéral, pour une durée d'une saison. Il dispute quatre des neuf tournois possibles, en étant titularisé pour trois matches et en inscrivant deux essais. Il participe en fin de saison à l'étape d'Exeter du Seven's Grand Prix Series, compétition où la France remporte les trois tournois ce qui lui permet de se qualifier pour les Jeux olympiques 2016.
La saison suivante, il doit attendre le tournoi de Hong Kong et sa quatrième titularisation pour inscrit son premier essai de la saison. Le week-end suivant, à Singapour, la France s'impose face à la Nouvelle-Zélande sur le score de 24 à 0 pour la première fois depuis 2005. Au cours de ce match, Jérémy Aicardi inscrit un essai. En fin de saison, il fait également partie de l'équipe qui dispute les Jeux olympiques. Lors de la phase de poule, où la France termine deuxième, il inscrit un essai contre l'Espagne. Au total, il participe aux six rencontres, la France s'inclinant en quart de finale face au Japon pour finir ensuite septième du tournoi.
Deux saisons plus tard, il met un terme à sa carrière sous le maillot national.

## Reconversion
À l'automne 2019, Aicardi prend en charge l'équipe de Belgique de rugby à sept en tant qu'entraîneur. Il quitte ce poste à la fin du mois de septembre 2020.
En août 2021, il est nommé entraîneur en chef du Monaco Rugby Sevens pour les trois étapes estivales de la saison 2021 de Supersevens. L'équipe remporte la deuxième étape au stade Ernest-Wallon de Toulouse et la troisième au stade Marcel-Deflandre de La Rochelle et est ainsi qualifié pour l'étape finale à 8 équipes en novembre.

## Palmarès
- 3e au Tournoi de Dubaï de rugby à sept 2015
- 3e au Tournoi de France de rugby à sept 2016
- Vainqueur du Seven's Grand Prix Series en 2014 et 2015